# Anton Zuckerstätter
Anton Zuckerstätter (* 24. Oktober 1961 in Hallein) ist ein österreichischer Politiker der Freiheitlichen Partei Österreichs (FPÖ). Seit dem 14. Juni 2023 ist er Abgeordneter zum Salzburger Landtag.

## Leben

### Ausbildung und Beruf
Anton Zuckerstätter wuchs in Oberalm auf, wo er auch, nach Beendigung der Pflichtschule, die Landwirtschaftliche Fachschule Winklhof absolvierte. Danach machte er bis 1982 eine Ausbildung zum Zimmerer, besuchte daraufhin bis 1987 Bauhandwerkerschule, die er als Polier abschloss und wurde 1991 Holzbaumeister. In weiterer Folge konnte er einen Aufbaulehrgang in Hoch- und Tiefbau der Höheren Technischen Bundeslehranstalt Hallein erfolgreich beenden und erhielt die Standesbezeichnung Ingenieur. Danach machte er sich selbständig und ist bis heute als Bau- und Zimmermeister tätig. Seit 1998, als er die landwirtschaftlichen Güter seiner Eltern übernahm, ist er zusätzlich als Bio-Landwirt tätig.

### Politik
Zuckerstätter ist, seit 1998, für die FPÖ Mitglied der Gemeindevertretung von Oberalm, seit 2008 auch im Gemeindevorstand. 2014 wurde er dann zum stellvertretenden Bezirksparteiobmann der FPÖ Tennengau gewählt.
Bei der Landtagswahl 2023 kandidierte er, nach Marlene Svazek, die in jedem Landtagswahlkreis auf Platz 1 gereiht war, und Marlies Doppler auf Platz 3 des FPÖ-Wahlvorschlages im Landtagswahlkreis Hallein. Das gewonnene Mandat der FPÖ fiel, nachdem Doppler vom Salzburger Landtag in den Bundesrat entsandt wurde, Zuckerstätter zu. Am 14. Juni 2023 wurde er in der konstituierenden Sitzung der XVII. Gesetzgebungsperiode als Abgeordneter zum Salzburger Landtag angelobt.

### Privates
Zuckerstätter ist verheiratet und Vater zweier Söhne und zweier Töchter.